# 1753 w literaturze
Wydarzenia literackie w 1753 roku.

## Nowe książki

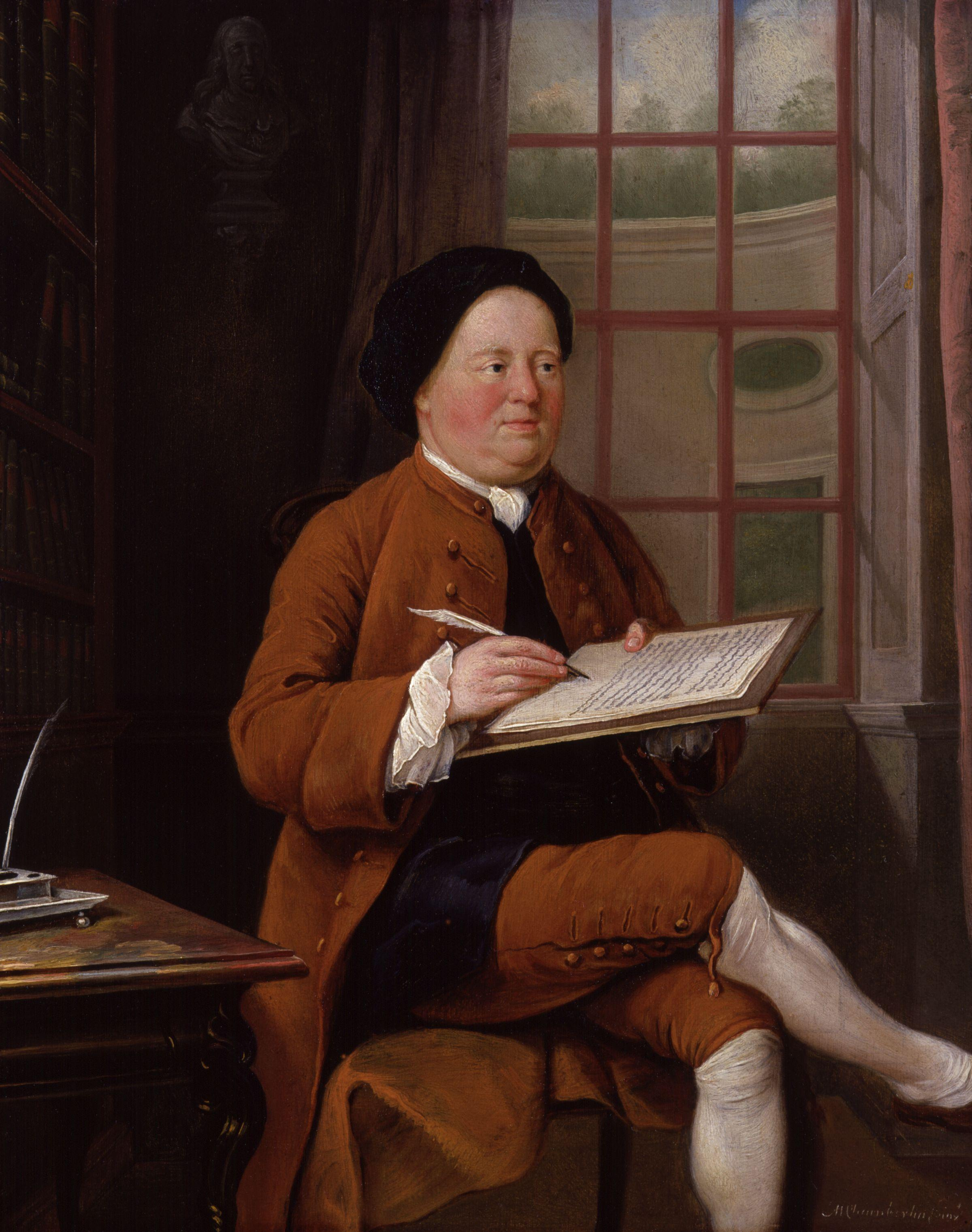
Samuel Richardson

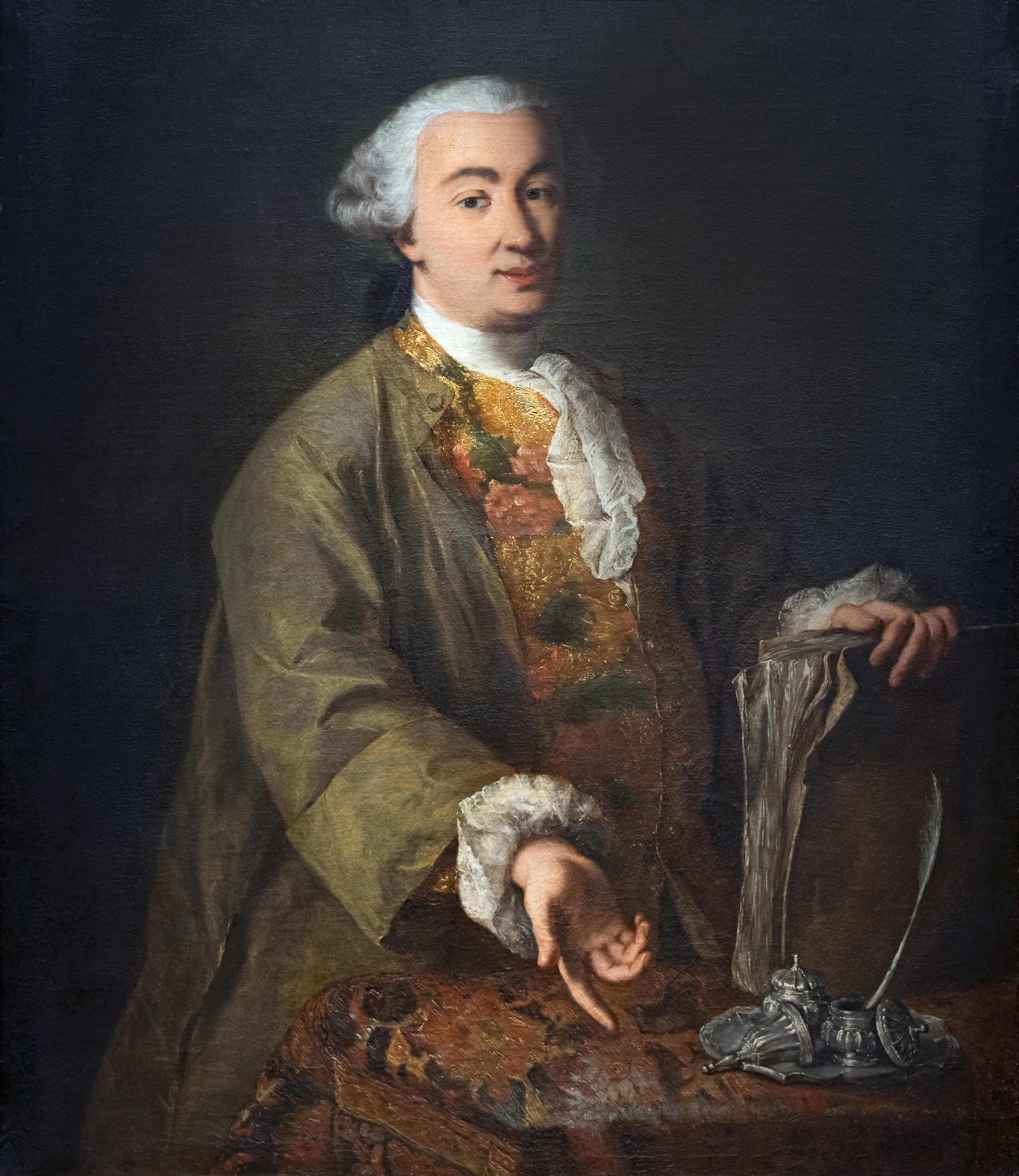
Carlo Goldoni

- Samuel Richardson Sir Charles Grandison
- Carlo Goldoni Mirandolina